# Opere di Charles Dickens
Questo è l'elenco di tutte le opere di Charles Dickens [1812-1870]:
| Titolo originale | Prima edizione                                                         | Giorno | Mese | Anno | Titolo italiano                                                                                            | Tipo               | Raccolta Note |
| --- | ---------------------------------------------------------------------- | ------ | ---- | ---- | --- | ------------------ | --- |
| A Dinner at Poplar Walk Mr. Minns and his Cousin                                                                                                 | «The Monthly Magazine»                                                 | 1      | 12   | 1833 | | racconto           | Sketches by Boz (Tales, II) |
| Mrs. Joseph Porter, Over the Way | «The Monthly Magazine»                                                 |        | 1    | 1834 | | racconto           | Sketches by Boz (Tales, IX) |
| Horatio Sparkins | «The Monthly Magazine»                                                 |        | 2    | 1834 | | racconto           | Sketches by Boz (Tales, V) |
| The Bloomsbury Christening | «The Monthly Magazine»                                                 |        | 4    | 1834 | | racconto           | Sketches by Boz (Tales, XI) |
| Sentiment | «Bell's Weekly Magazine»                                               | 7      | 6    | 1834 | | racconto           | Sketches by Boz (Tales, III) |
| The Boarding-House | «The Monthly Magazine»                                                 |        | 8    | 1834 | | racconto           | Sketches by Boz (Tales, I), in 2 capitoli (maggio e agosto 1834) |
| Omnibuses | «The Morning Chronicle»                                                | 26     | 9    | 1834 | | schizzo            | Sketches by Boz (Scenes, XVI) |
| The Steam Excursion | «The Monthly Magazine»                                                 |        | 10   | 1834 | | racconto           | Sketches by Boz (Tales, VII) |
| Shops and their Tenants | «The Morning Chronicle»                                                | 10     | 10   | 1834 | | schizzo            | Sketches by Boz (Scenes, III) |
| Brokers' and Marine-store Shops | «The Morning Chronicle»                                                | 10     | 10   | 1834 | | schizzo            | Sketches by Boz (Scenes, XXI) |
| Criminal Courts | «The Morning Chronicle»                                                | 23     | 10   | 1834 | | schizzo            | Sketches by Boz (Scenes, XXIV) |
| Shabby-Genteel People | «The Morning Chronicle»                                                | 5      | 11   | 1834 | | schizzo            | Sketches by Boz (Characters, X) |
| Hackney-coach Stands | «The Evening Chronicle»                                                | 31     | 1    | 1835 | | schizzo            | Sketches by Boz (Scenes, VII) |
| A Passage in the Life of Mr. Watkins Tottle | «The Monthly Magazine»                                                 |        | 2    | 1835 | | racconto           | Sketches by Boz (Tales, X), in 2 capitoli (gennaio e febbraio 1835)                                                                                                 |
| Early Coaches | «The Evening Chronicle»                                                | 19     | 2    | 1935 | | schizzo            | Sketches by Boz (Scenes, XV) |
| Gin-shops | «The Evening Chronicle»                                                | 19     | 2    | 1935 | | schizzo            | Sketches by Boz (Scenes, XXII) |
| The Beadle. The Parish Engine. The Schoolmaster                                                                                                  | «The Evening Chronicle»                                                | 28     | 2    | 1835 | | schizzo            | Sketches by Boz (Our Parish, I) |
| A Parliamentary Sketch | «The Evening Chronicle»                                                | 7      | 3    | 1835 | | schizzo            | Sketches by Boz (Scenes, XVIII) |
| London Recreations | «The Evening Chronicle»                                                | 17     | 3    | 1835 | | schizzo            | Sketches by Boz (Scenes, IX) |
| Public Dinners | «The Evening Chronicle»                                                | 7      | 4    | 1835 | | schizzo            | Sketches by Boz (Scenes, XIX) |
| Greenwich Fair | «The Evening Chronicle»                                                | 16     | 4    | 1835 | | schizzo            | Sketches by Boz (Scenes, XII) |
| Thoughts about People | «The Evening Chronicle»                                                | 23     | 4    | 1835 | | schizzo            | Sketches by Boz (Characters, I) |
| Astley's | «The Evening Chronicle»                                                | 9      | 5    | 1835 | | schizzo            | Sketches by Boz (Scenes, XI) |
| The Curate. The Old Lady. The Half-pay Captain                                                                                                   | «The Evening Chronicle»                                                | 19     | 5    | 1835 | | schizzo            | Sketches by Boz (Our Parish, II) |
| The River | «The Evening Chronicle»                                                | 6      | 6    | 1835 | | schizzo            | Sketches by Boz (Scenes, X) |
| Sketches of London No. 14 The Four Sisters | «The Evening Chronicle»                                                | 18     | 6    | 1835 | | schizzo            | Sketches by Boz (Our Parish, III) |
| The Pawnbroker's Shop | «The Evening Chronicle»                                                | 20     | 6    | 1835 | | schizzo            | Sketches by Boz (Scenes, XXIII) |
| Sketches of London No. 16 The Election for Beadle                                                                                                | «The Evening Chronicle»                                                | 14     | 7    | 1835 | | schizzo            | Sketches by Boz (Our Parish, IV) |
| The Streets: Morning | «The Evening Chronicle»                                                | 21     | 7    | 1835 | | schizzo            | Sketches by Boz (Scenes, I) |
| Sketches of London No. 18 The Broker's Man | «The Evening Chronicle»                                                | 28     | 7    | 1835 | | schizzo            | Sketches by Boz (Our Parish, V) |
| Sketches of London No. 20 The Ladies' Societies                                                                                                  | «The Evening Chronicle»                                                | 28     | 7    | 1835 | | schizzo            | Sketches by Boz (Our Parish, VI) |
| Private Theatres | «The Evening Chronicle»                                                | 11     | 8    | 1835 | | schizzo            | Sketches by Boz (Scenes, XIII) |
| Seven Dials | «The Evening Chronicle»                                                | 27     | 9    | 1835 | | schizzo            | Sketches by Boz (Scenes, V) |
| Scenes and Characters No. 2 Miss Evans and the Eagle                                                                                             | «Bell's Life in London»                                                | 4      | 10   | 1835 | | schizzo            | Sketches by Boz (Characters, IV) |
| Scenes and Characters No. 3 The Dancing Academy                                                                                                  | «Bell's Life in London»                                                | 11     | 10   | 1835 | | schizzo            | Sketches by Boz (Characters, IX) |
| Scenes and Characters No. 4 Making a Night of It                                                                                                 | «Bell's Life in London»                                                | 18     | 10   | 1835 | | schizzo            | Sketches by Boz (Characters, XI) |
| Scenes and Characters No. 5: Love and Oysters The Misplaced Attachment of Mr. John Dounce                                                        | «Bell's Life in London»                                                | 24     | 10   | 1835 | | schizzo            | Sketches by Boz (Characters, VII) |
| Scenes and Characters No. 6 The Last Cab-driver and the First Omnibus Cab Some Account of an Omnibus Cad                                         | «Bell's Life in London»                                                | 1      | 11   | 1835 | | schizzo            | Sketches by Boz (Scenes, XVII) |
| Scenes and Characters No. 7: The Vocal Dressmaker The Mistaken Milliner: A Tale of Ambition                                                      | «Bell's Life in London»                                                | 22     | 11   | 1835 | | schizzo            | Sketches by Boz (Characters, VIII) |
| The Parlour Orator | «Bell's Life in London»                                                |        | 12   | 1835 | | schizzo            | Sketches by Boz (Characters, V) |
| The Prisoners' Van | «Bell's Life in London»                                                | 13     | 12   | 1835 | | schizzo            | Sketches by Boz (Characters, XII) |
| A Christmas Dinner | «Bell's Life in London»                                                | 27     | 12   | 1835 | | schizzo            | Sketches by Boz (Characters, II) |
| The First of May | «Library of Fiction»                                                   |        |      | 1836 | | schizzo            | Sketches by Boz (Scenes, XX) |
| A Visit to Newgate |                                                                        |        |      | 1836 | | schizzo            | Sketches by Boz (Scenes, XXV) |
| The New Year | «Bell's Life in London»                                                | 3      | 1    | 1836 | | schizzo            | Sketches by Boz (Characters, III) |
| The Streets: Night | «Bell's Life in London»                                                | 17     | 1    | 1836 | | schizzo            | Sketches by Boz (Scenes, II) |
| The Black Veil |                                                                        | 8      | 2    | 1836 | Il velo nero                                                                                               | racconto           | Sketches by Boz (Tales, VI) |
| The Great Winglebury Duel |                                                                        | 8      | 2    | 1836 | | racconto           | Sketches by Boz (Tales, VIII) |
| Our Next-Door Neighbours Our Next-Door Neighbour                                                                                                 | «The Morning Chronicle»                                                | 18     | 3    | 1836 | | schizzo            | Sketches by Boz (Our Parish, VII) |
| The Tuggses at Ramsgate | «The Library of Fiction»                                               | 31     | 3    | 1836 | | racconto           | Sketches by Boz (Tales, IV) |
| The Hospital Patient | «The Carlton Chronicle»                                                | 6      | 8    | 1836 | | schizzo            | Sketches by Boz (Characters, VI) |
| Meditations in Monmouth-Street | «The Morning Chronicle»                                                | 24     | 9    | 1836 | | schizzo            | Sketches by Boz (Scenes, VI) |
| Scotland Yard | «The Morning Chronicle»                                                | 4      | 10   | 1836 | | schizzo            | Sketches by Boz (Scenes, IV) |
| Doctors' Commons | «The Morning Chronicle»                                                | 11     | 10   | 1836 | | schizzo            | Sketches by Boz (Scenes, VIII) |
| Vauxhall-Gardens by Day | «The Morning Chronicle»                                                | 26     | 10   | 1836 | | schizzo            | Sketches by Boz (Scenes, XIV) |
| The Drunkard's Death |                                                                        | 17     | 12   | 1836 | | racconto           | Sketches by Boz (Tales, XII) |
| Sketches by "Boz", Illustrative of Every-day Life and Every-day People                                                                           | London: John Macrone                                                   |        | 8    | 1836 | | raccolta           | 56 scritti in 2 volumi (febbraio e agosto 1836) |
| Sunday Under Three Heads | London: Chapman and Hall                                               |        | 6    | 1836 | Domenica in tre capi                                                                                       | pamphlet           | (pseud. Timothy Spark), in 3 capitoli |
| Dedication |                                                                        |        | 6    | 1836 | | dedica             | (Sunday Under Three Heads) |
| I. As It Is |                                                                        |        | 6    | 1836 | | capitolo           | (Sunday Under Three Heads, I) |
| II. As Sabbath Bills Would Make It |                                                                        |        | 6    | 1836 | | capitolo           | (Sunday Under Three Heads, II) |
| III. As It Might Be Made |                                                                        |        | 6    | 1836 | | capitolo           | (Sunday Under Three Heads, III) |
| The Lawyer and the Ghost |                                                                        |        |      | 1837 | L'avvocato e lo spettro                                                                                    | racconto           | da The Pickwick Papers |
| Sketches of Young Gentlemen | London: Chapman and Hall                                               |        |      | 1838 | | raccolta           | 12 schizzi |
| Dedication (To the Young Ladies...) |                                                                        |        |      | 1838 | | dedica             | (Young Gentlemen) |
| The Bashful Young Gentleman |                                                                        |        |      | 1838 | | schizzo            | (Young Gentlemen, I) |
| The Out-and-out Young Gentleman |                                                                        |        |      | 1838 | | schizzo            | (Young Gentlemen, II) |
| The Very Friendly Young Gentleman |                                                                        |        |      | 1838 | | schizzo            | (Young Gentlemen, III) |
| The Military Young Gentleman |                                                                        |        |      | 1838 | | schizzo            | (Young Gentlemen, IV) |
| The Political Young Gentleman |                                                                        |        |      | 1838 | | schizzo            | (Young Gentlemen, V) |
| The Domestic Young Gentleman |                                                                        |        |      | 1838 | | schizzo            | (Young Gentlemen, VI) |
| The Censorious Young Gentleman |                                                                        |        |      | 1838 | | schizzo            | (Young Gentlemen, VII) |
| The Funny Young Gentleman |                                                                        |        |      | 1838 | | schizzo            | (Young Gentlemen, VIII) |
| The Theatrical Young Gentleman |                                                                        |        |      | 1838 | | schizzo            | (Young Gentlemen, IX) |
| The Poetical Young Gentleman |                                                                        |        |      | 1838 | | schizzo            | (Young Gentlemen, X) |
| The «Throwing-off» Young Gentleman |                                                                        |        |      | 1838 | | schizzo            | (Young Gentlemen, XI) |
| The Young Ladies' Young Gentleman |                                                                        |        |      | 1838 | | schizzo            | (Young Gentlemen, XII) |
| Sketches of Young Gentlemen: Conclusion |                                                                        |        |      | 1838 | | capitolo           | (Young Gentlemen) |
| Sketches of Young Couples | London: Chapman and Hall                                               |        |      | 1840 | | raccolta           | 11 schizzi |
| An Urgent Remonstrance |                                                                        |        |      | 1840 | | capitolo           | (Young Couples) |
| The Young Couple |                                                                        |        |      | 1840 | | schizzo            | (Young Couples, I) |
| The Formal Couple |                                                                        |        |      | 1840 | | schizzo            | (Young Couples, II) |
| The Loving Couple |                                                                        |        |      | 1840 | | schizzo            | (Young Couples, III) |
| The Contradictory Couple |                                                                        |        |      | 1840 | | schizzo            | (Young Couples, IV) |
| The Couple Who Dote Upon Their Children |                                                                        |        |      | 1840 | | schizzo            | (Young Couples, V) |
| The Cool Couple |                                                                        |        |      | 1840 | | schizzo            | (Young Couples, VI) |
| The Plausible Couple |                                                                        |        |      | 1840 | | schizzo            | (Young Couples, VII) |
| The Nice Little Couple |                                                                        |        |      | 1840 | | schizzo            | (Young Couples, VIII) |
| The Egotitical Couple |                                                                        |        |      | 1840 | | schizzo            | (Young Couples, IX) |
| The Couple Who Coodle Themselves |                                                                        |        |      | 1840 | | schizzo            | (Young Couples, X) |
| The Old Couple |                                                                        |        |      | 1840 | | schizzo            | (Young Couples, XI) |
| Sketches of Young Couples: Conclusion |                                                                        |        |      | 1840 | | schizzo            | (Young Couples) |
| The Mudfog Papers; or Mudfog and Other Sketches                                                                                                  | «Bentley's Miscellany»                                                 |        |      | 1838 | Cronache di Mudfog                                                                                         | raccolta           | 7 racconti |
| Public Life of Mr. Tulrumble, Once Mayor of Mudfog                                                                                               |                                                                        |        |      | 1838 | | racconto           | (Mudfog, I) |
| Full Report of the First Meeting of the Mudfog Association for the Advancement of Everything                                                     |                                                                        |        |      | 1838 | | racconto           | (Mudfog, II) |
| Full Report of the Second Meeting of the Mudfog Association for the Advancement of Everything                                                    |                                                                        |        |      | 1838 | | racconto           | (Mudfog, III) |
| The Pantomime of Life |                                                                        |        |      | 1838 | La pantomima della vita                                                                                    | racconto           | (Mudfog, IV) |
| Some Particulars Concerning a Lion |                                                                        |        |      | 1838 | Alcuni particolari riguardanti un leone                                                                    | racconto           | (Mudfog, V) |
| Mr. Robert Bolton: The «Gentleman Connected with the Press»                                                                                      |                                                                        |        |      | 1838 | | racconto           | (Mudfog, VI) |
| Familiar Epistle from a Parent to a Child Aged Two Years and Two Months                                                                          |                                                                        |        |      | 1838 | | racconto           | (Mudfog, VII) |
| A Madman's Manuscript |                                                                        |        | 6    | 1836 | Il manoscritto di un pazzo                                                                                 | racconto           | dal cap. XI di The Pickwick Papers |
| The Queer Chair (The Bagman's Story) |                                                                        |        | 7    | 1836 | La strana sedia                                                                                            | racconto           | dal cap. XIV di The Pickwick Papers |
| Bob Sawyer's Party |                                                                        |        |      | 1837 | | racconto           | dal cap. XXXI di The Pickwick Papers |
| The Goblins who Stole a Sexton |                                                                        |        | 12   | 1836 | I folletti e il beccamorti Storia dei folletti che rapirono un becchino Il sagrestano rapito dagli spiriti | racconto           | dal cap. XXVIII di The Pickwick Papers |
| The Ghosts of the Mail |                                                                        |        | 8    | 1837 | I fantasmi della posta                                                                                     | racconto           | dal cap. XLIX di The Pickwick Papers |
| The Baron of Grogzwig Baron Koëldwethout's Apparition                                                                                            |                                                                        |        | 5    | 1838 | Il barone Koëldwethout e lo spirito                                                                        | racconto           | dal cap. VI di Nicholas Nickleby |
| The Five Sisters of York |                                                                        |        | 5    | 1838 | | racconto           | dal cap. VI di Nicholas Nickleby |
| The Strange Gentleman: A Comic Burletta in Two Acts                                                                                              |                                                                        |        | 9    | 1836 | | commedia           | |
| The Village Coquettes: A Comic Opera in Two Act                                                                                                  |                                                                        |        | 10   | 1836 | | opera buffa        | su musica di John Pyke Hullah (1812-1884) |
| The Posthumous Papers of the Pickwick Club | London: Chapman and Hall                                               | 31     | 10   | 1837 | Il Circolo Pickwick                                                                                        | romanzo            | 57 capitoli, in 19 parti (dal 31 marzo 1836 al 30 ottobre 1837) |
| Oliver Twist; or, The Parish Boy's Progress | London: Richard Bentley                                                | 30     | 4    | 1839 | Oliver Twist                                                                                               | romanzo            | 53 capitoli, in 24 parti (dal 28 febbraio 1837 al 30 aprile 1839)                                                                                                   |
| The Lamplighter The Lamplighter's Story | London: Chapman and Hall London: Henry Colburn                         |        |      | 1838 | Il lampionaio                                                                                              | racconto           | poi in The Pic-Nic Papers (1841, di autori diversi) |
| Introduction | London: Henry Colburn                                                  |        |      | 1841 | | articolo           | in The Pic-Nic Papers |
| The Life and Adventures of Nicholas Nickleby | London: Chapman and Hall                                               |        | 10   | 1839 | Nicholas Nickleby                                                                                          | romanzo            | prefazione e 65 capitoli in 19 parti (da aprile 1838 a ottobre 1839)                                                                                                |
| Dick Swiveller and the Marchioness |                                                                        |        |      |      | | racconto           | capp. LVII e LVIII di The Old Curiosity Shop |
| The Old Curiosity Shop | «Master Humphrey's Clock» London: Chapman and Hall                     | 6      | 2    | 1841 | La bottega dell'antiquario                                                                                 | romanzo            | 73 capitoli in 88 parti (dal 25 aprile 1840 al 6 febbraio 1841) |
| Barnaby Rudge: A Tale of the Riots of "Eighty"                                                                                                   | «Master Humphrey's Clock» London: Chapman and Hall                     | 27     | 11   | 1841 | Barnaby Rudge Barnaby Rudge ossia Il morto che attira                                                      | romanzo storico    | prefazione e 82 capitoli, in 41 parti (dal 13 febbraio al 27 novembre 1841)                                                                                         |
| The Sewer-Dwelling Reptiles |                                                                        |        |      | 1841 | | racconto           | |
| American Notes for General Circulation | London: Chapman and Hall                                               | 19     | 10   | 1842 | L'America Diario americano                                                                                 | memorie di viaggio | 18 capitoli (da gennaio a giugno 1842) |
| Preface to the Cheap Edition |                                                                        |        |      | 1850 | | prefazione         | (American Notes) |
| Going Away |                                                                        |        |      | 1842 | | capitolo           | (American Notes, I) |
| The Passage Out |                                                                        |        |      | 1842 | | capitolo           | (American Notes, II) |
| Boston |                                                                        |        |      | 1842 | | capitolo           | (American Notes, III) |
| An American Railroad. Lowell and Its Factory System                                                                                              |                                                                        |        |      | 1842 | | capitolo           | (American Notes, IV) |
| Worcester. The Connecticut River. Hartford. New Haven. To New York                                                                               |                                                                        |        |      | 1842 | | capitolo           | (American Notes, V) |
| New York |                                                                        |        |      | 1842 | | capitolo           | (American Notes, VI) |
| Philadelphia, and Its Solitary Prison |                                                                        |        |      | 1842 | | capitolo           | (American Notes, VII) |
| Washington. The Legislature. And the President's House                                                                                           |                                                                        |        |      | 1842 | | capitolo           | (American Notes, VIII) |
| A Night Steamer on the Potomac River. Virginia Road, and a Black Driver. Richmond. The Harrisburg Mail, and a Glimpse of the City. A Canal Boat  |                                                                        |        |      | 1842 | | capitolo           | (American Notes, IX) |
| Some Further Account of the Canal Boat, Its Domestic Economy, and Its Passengers. Journey to Pittsburg across the Allegheny Mountains. Pittsburg |                                                                        |        |      | 1842 | | capitolo           | (American Notes, X) |
| From Pittsburg to Cincinnati in a Western Steamboat. Cincinnati                                                                                  |                                                                        |        |      | 1842 | | capitolo           | (American Notes, XI) |
| From Cincinnati to Louisville in Another Western Steamboat; and from Louisville to St. Louis in Another. St. Louis                               |                                                                        |        |      | 1842 | | capitolo           | (American Notes, XII) |
| A Jaunt to the Looking-Glass Prairie and Back |                                                                        |        |      | 1842 | | capitolo           | (American Notes, XIII) |
| Return to Cincinnati. A Stage-Coach Ride from that City to Columbus, and thence to Sansudky. So, by Lake Erie, to the Falls of Niagara           |                                                                        |        |      | 1842 | | capitolo           | (American Notes, XIV) |
| In Canada; Toronto; Kingston; Montréal; Quebec; St. John's. In the United States Again; Lebanon; the Shaker Village; West Point                  |                                                                        |        |      | 1842 | | capitolo           | (American Notes, XV) |
| The Passage Home |                                                                        |        |      | 1842 | | capitolo           | (American Notes, XVI) |
| Slavery |                                                                        |        |      | 1842 | | capitolo           | (American Notes, XVII) |
| Concluding Remarks |                                                                        |        |      | 1842 | | capitolo           | (American Notes, XVIII) |
| Postscript |                                                                        |        | 5    | 1868 | | postfazione        | (American Notes) |
| Master Humphrey's Clock | London: Chapman and Hall                                               | 4      | 12   | 1841 | | raccolta           | 6 racconti (dal 4 aprile 1840 al 4 dicembre 1841) |
| Dedication |                                                                        | 4      | 4    | 1840 | | dedica             | (Clock) |
| Preface |                                                                        |        | 9    | 1840 | | prefazione         | (Clock) |
| Preface to the Second Volume |                                                                        |        | 3    | 1841 | | prefazione         | (Clock) |
| Master Humphrey, from His Clock-Side in the Chimney Corner                                                                                       |                                                                        |        |      |      | | racconto           | (Clock, I) |
| The Clock-Case |                                                                        |        |      |      | | capitolo           | (Clock, I.1) |
| Introduction to the Giant Chronicles |                                                                        |        |      |      | | capitolo           | (Clock, I.2) |
| First Night of the Giant Chronicles |                                                                        |        |      |      | | capitolo           | (Clock, I.3) |
| Correspondence to Naster Humphrey |                                                                        |        |      |      | | capitolo           | (Clock, I.4) |
| Master Humphrey, from His Clock-Side in the Chimney Corner                                                                                       |                                                                        |        |      |      | | racconto           | (Clock, II) |
| The Clock Case: A Confession Found in a Prison in the Time of Charles the Second                                                                 |                                                                        | 18     | 4    | 1840 | Confessione trovata in una prigione al tempo di Carlo II                                                   | capitolo           | (Clock, II.1) (in Barnaby Rudge) |
| Correspondence |                                                                        |        |      |      | | capitolo           | (Clock, II.2) |
| Master Humphrey's Visitor |                                                                        |        |      |      | | racconto           | (Clock, III) |
| Mr. Pickwick's Tale |                                                                        |        |      |      | | racconto           | (Clock, III.1) |
| Second Chapter of Mr. Picwick's Tale |                                                                        |        |      |      | | racconto           | (Clock, III.2) |
| Further Particulars of Mater Humphrey's Visitor                                                                                                  |                                                                        |        |      |      | | racconto           | (Clock, III.3) |
| The Clock |                                                                        |        |      |      | | racconto           | (Clock, IV) |
| Mr. Weller's Watch |                                                                        |        |      |      | | racconto           | (Clock, V) |
| Master Humphery, from His Clock-Side in the Chimney Corner                                                                                       |                                                                        |        |      |      | | racconto           | (Clock, VI) |
| The Deaf Gentleman form His Own Apartment |                                                                        |        |      |      | | racconto           | (Clock, VI.1) |
| Postcript |                                                                        |        | 9    | 1841 | | postfazione        | (Clock) |
| A Christmas Carol, in Prose: Being a Ghost Story of Christmas                                                                                    | London: Chapman and Hall                                               | 19     | 12   | 1843 | Canto di Natale                                                                                            | romanzo breve      | 5 capitoli |
| The Life and Adventures of Martin Chuzzlewit | London: Chapman and Hall                                               |        | 7    | 1844 | Martin Chuzzlewit                                                                                          | romanzo            | prefazione e 54 capitoli in 19 parti (da gennaio 1843 a luglio 1844)                                                                                                |
| The Chimes: A Goblin Story of Some Bells that Rang an Old Year Out and a New Year In                                                             | London: Chapman and Hall                                               |        | 12   | 1844 | Le campane, ossia Il capo d'anno Concerto di campane Le campane                                            | romanzo breve      | 4 capitoli |
| The Cricket on the Hearth: A Fairy Tale of Home                                                                                                  | London: Bradbury and Evans                                             | 20     | 12   | 1845 | Il grillo del focolare Berta la cieca o il grillo del focolare                                             | romanzo breve      | 3 capitoli |
| Pictures from Italy | «The Daily News» London: Bradbury and Evans New York: Wiley and Putnam |        |      | 1846 | Impressioni italiane                                                                                       | memorie di viaggio | introduzione e 11 capitoli |
| The Reader's Passport |                                                                        |        |      | 1846 | | capitolo           | Pictures from Italy |
| Going Through France |                                                                        |        |      | 1846 | | capitolo           | Pictures from Italy, I |
| Lyons, The Rhone, and the Goblin of Avignon |                                                                        |        |      | 1846 | | capitolo           | Pictures from Italy, II |
| Avignon to Genoa |                                                                        |        |      | 1846 | | capitolo           | Pictures from Italy, III |
| Genoa and Its Neighbourhood |                                                                        |        |      | 1846 | | capitolo           | Pictures from Italy, IV |
| To Parma, Modena, and Bologna |                                                                        |        |      | 1846 | | capitolo           | Pictures from Italy, V |
| Through Bologna and Ferrara |                                                                        |        |      | 1846 | | capitolo           | Pictures from Italy, VI |
| An Italian Dream |                                                                        |        |      | 1846 | | capitolo           | Pictures from Italy, VII |
| By Verona, Mantua, and Milan, Across the Pass of the Simplon into Switzerland                                                                    |                                                                        |        |      | 1846 | | capitolo           | Pictures from Italy, VIII |
| To Rome by Pisa and Siena |                                                                        |        |      | 1846 | | capitolo           | Pictures from Italy, IX |
| Rome |                                                                        |        |      | 1846 | | capitolo           | Pictures from Italy, X |
| A Rapid Diorama |                                                                        |        |      | 1846 | | capitolo           | Pictures from Italy, XI |
| The Battle of Life: A Love Story | London: Bradbury and Evans                                             |        | 12   | 1846 | La battaglia della vita                                                                                    | romanzo breve      | 3 capitoli |
| Dealings with the Firm of Dombey and Son: Wholesale, Retail and for Exportation                                                                  | London: Bradbury and Evans                                             |        | 4    | 1848 | Gli affari della ditta Dombey & figlio Dombey e Figlio Potenza del denaro                                  | romanzo            | 62 capitoli, in 19 parti (da ottobre 1846 ad aprile 1848) |
| Preface |                                                                        |        | 4    | 1848 | | prefazione         | (Dombey) |
| Preface |                                                                        |        |      | 1867 | | prefazione         | (Dombey) |
| The Haunted Man and the Ghost's Bargain: A Fancy for Christmas-Time                                                                              | London: Bradbury and Evans                                             |        | 12   | 1848 | Il patto col fantasma L'ossesso e il patto con il fantasma                                                 | romanzo breve      | 3 capitoli |
| The Gift Bestowed |                                                                        |        |      |      | | capitolo           | The Haunted Man, I |
| The Gift Diffused |                                                                        |        |      |      | | capitolo           | The Haunted Man, II |
| The Gift Reversed |                                                                        |        |      |      | | capitolo           | The Haunted Man, III |
| The Life of Our Lord: As Written for His Children                                                                                                | New York: Simon and Schuster                                           |        |      | 1849 | | libro per ragazzi  | storia cristiana in 11 capitoli (pubblicato solo nel marzo 1934) |
| A Preliminary Word | «Household Words», n. 1                                                | 30     | 3    | 1850 | | articolo           | presentazione di «Household Words» |
| Valentine's Day at the Post-Office | «Household Words», n. 1                                                | 30     | 3    | 1850 | | articolo           | scritto con William Henry Wills (1810-1880) |
| A Bundle of Emigrants' Letters | «Household Words», n. 1                                                | 30     | 3    | 1850 | | articolo           | scritto con Caroline Chisholm (1808-1877) |
| A Child's Dream of a Star | «Household Words», n. 2                                                | 6      | 4    | 1850 | | racconto           | poi in Reprinted Pieces, III (versione breve) |
| A Child's Dream of a Star | Boston: Fields, Osgood, and Co., 1871                                  |        |      | 1850 | Il bambino che sognava la stella                                                                           | racconto           | 11 capitoli |
| These Two Use to Wonder |                                                                        |        |      | 1850 | | capitolo           | (Child's Dream, I) |
| One Clear Shining Star |                                                                        |        |      | 1850 | | capitolo           | (Child's Dream, II) |
| The Sister Drooped |                                                                        |        |      | 1850 | | capitolo           | (Child's Dream, III) |
| A Little Grave |                                                                        |        |      | 1850 | | capitolo           | (Child's Dream, IV) |
| A Great World of Light |                                                                        |        |      | 1850 | | capitolo           | (Child's Dream, V) |
| «Is My Brother Come?» |                                                                        |        |      | 1850 | | capitolo           | (Child's Dream, VI) |
| The Company of Angels |                                                                        |        |      | 1850 | | capitolo           | (Child's Dream, VII) |
| «Thy Mother Is No More» |                                                                        |        |      | 1850 | | capitolo           | (Child's Dream, VIII) |
| A Man Whose Hair Was Turning Gray |                                                                        |        |      | 1850 | | capitolo           | (Child's Dream, IX) |
| «I See the Star!» |                                                                        |        |      | 1850 | | capitolo           | (Child's Dream, X) |
| It Shines Upon His Grave |                                                                        |        |      | 1850 | | capitolo           | (Child's Dream, XI) |
| Perfect Felicity. In a Bird's-Eye View | «Household Words», n. 2                                                | 6      | 4    | 1850 | | articolo           | |
| The Amusements of the People | «Household Words», n. 1 e n. 3                                         | 13     | 4    | 1850 | | articolo           | in 2 parti (30 marzo e 13 aprile 1850) |
| The Household Narrative | «Household Words», n. 3                                                | 13     | 4    | 1850 | | articolo           | |
| Some Account of an Extraordinary Traveller | «Household Words», n. 4                                                | 20     | 4    | 1850 | | articolo           | |
| Pet Prisoners | «Household Words», n. 5                                                | 27     | 4    | 1850 | | articolo           | |
| The Heart of Mid-London | «Household Words», n. 6                                                | 4      | 5    | 1850 | | articolo           | scritto con William Henry Wills |
| The Begging-Letter Writer | «Household Words», n. 8                                                | 18     | 5    | 1850 | | articolo           | poi in Reprinted Pieces, II |
| A Card from Mr. Booley | «Household Words», n. 8                                                | 18     | 5    | 1850 | | articolo           | |
| A Walk in a Workhouse | «Household Words», n. 9                                                | 25     | 5    | 1850 | | articolo           | poi in Reprinted Pieces, XIX |
| A Popular Delusion | «Household Words», n. 10                                               | 1      | 6    | 1850 | | articolo           | |
| Old Lamps for New Ones | «Household Words», n. 12                                               | 15     | 6    | 1850 | | articolo           | |
| The Sunday Screw | «Household Words», n. 13                                               | 22     | 6    | 1850 | | articolo           | |
| Chips | «Household Words», n. 15                                               | 6      | 7    | 1850 | | articolo           | (presentazione di rubrica) |
| The Old Lady in Threadneedle Street | «Household Words», n. 15                                               | 6      | 7    | 1850 | | articolo           | scritto con William Henry Wills |
| The Ghost of Art | «Household Words», n. 17                                               | 20     | 7    | 1850 | | articolo           | poi in Reprinted Pieces, IX |
| A Detective Police Party | «Household Words», n. 18 e n. 20                                       | 10     | 8    | 1850 | | articolo           | in 2 parti (27 luglio e 10 agosto 1850) |
| From the Raven in the Happy Family | «Household Words», n. 7, n. 11 e n. 22                                 | 24     | 8    | 1850 | | articolo           | in 3 parti (11 maggio, 8 giugno e 24 agosto 1850) |
| A Paper-Mill | «Household Words», n. 23                                               | 31     | 8    | 1850 | | articolo           | scritto con Mark Lemon (1809-1870) |
| Three Detective Anecdotes | «Household Words», n. 25                                               | 14     | 9    | 1850 | | raccolta           | |
| The Pair of Gloves | «Household Words», n. 25                                               | 14     | 9    | 1850 | | racconto           | Three Detective Anecdotes, I; poi in Reprinted Pieces, XVI.1 |
| The Artful Touch | «Household Words», n. 25                                               | 14     | 9    | 1850 | | racconto           | Three Detective Anecdotes, II; poi in Reprinted Pieces, XVI.2 |
| The Sofa | «Household Words», n. 25                                               | 14     | 9    | 1850 | | racconto           | Three Detective Anecdotes, III; poi in Reprinted Pieces, XVI.3 |
| Foreigners' Portraits of Englishmen | «Household Words», n. 26                                               | 21     | 9    | 1850 | | articolo           | scritto con Eustace Clare Grenville Murray (1824-1881) e William Henry Wills                                                                                        |
| Two Chapters on Bank Note Forgeries | «Household Words», n. 26                                               | 21     | 9    | 1850 | | articolo           | scritto con William Henry Wills |
| Chips: The Individuality of Locomotives | «Household Words», n. 26                                               | 21     | 9    | 1850 | | schizzo            | |
| The Doom of English Wills | «Household Words», n. 27 e n. 28                                       | 5      | 10   | 1850 | | articolo           | (in 2 parti, 28 settembre e 5 ottobre 1850), scritto con William Henry Wills)                                                                                       |
| The "Good" Hippopotamus | «Household Words», n. 29                                               | 12     | 10   | 1850 | | racconto           | |
| A Poor's Man Tale of a Patent | «Household Words», n. 30                                               | 19     | 10   | 1850 | | racconto           | poi in Reprinted Pieces, XII |
| Lively Turtle | «Household Words», n. 31                                               | 26     | 10   | 1850 | | articolo           | |
| A Crisis in the Affairs of Mr. John Bull. As Related by Mrs. Bull to the Children                                                                | «Household Words», n. 35                                               | 23     | 11   | 1850 | | articolo           | |
| Mr. Booley's View of the Last Lord Mayor's Show                                                                                                  | «Household Words», n. 36                                               | 30     | 11   | 1850 | | articolo           | |
| The Personal History, Adventures, Experience and Observation of David Copperfield the Younger of Blunderstone Rookery                            | London: Bradbury and Evans                                             | 14     | 11   | 1850 | Memorie di Davide Copperfield David Copperfield                                                            | romanzo            | 64 capitoli, in 19 parti (da maggio 1849 a novembre 1850) |
| Preface |                                                                        |        |      | 1850 | | prefazione         | (Copperfield) |
| Preface |                                                                        |        |      | 1869 | | prefazione         | (Copperfield) |
| A Coal Miner's Evidence | «Household Words», n. 37                                               | 7      | 12   | 1850 | | articolo           | |
| A December Vision | «Household Words», n. 38                                               | 14     | 12   | 1850 | | articolo           | |
| A Christmas Tree | «Household Words», n. 39                                               | 21     | 12   | 1850 | | racconto           | |
| Christmas in the Frozen Regions | «Household Words», n. 39                                               | 21     | 12   | 1850 | | articolo           | scritto con Robert McCormick (1800-1890) |
| Mr. Bendigo Buster on Our National Defences against Education                                                                                    | «Household Words», n. 40                                               | 28     | 12   | 1850 | | articolo           | scritto con Henry Morley (1822-1894) |
| Captain Murderer and the Devil's Bargain | «Household Words»                                                      |        |      | 1850 | Capitan Assassino e il patto con il diavolo Capitan Omicidio                                               | racconto           | dal cap. XV di The Uncommercial Traveller |
| The Water-Drops: A Fairy Tale | «Household Words»                                                      |        |      | 1850 | | favola             | |
| Storm |                                                                        |        |      | 1950 | | racconto           | da David Copperfield |
| The Last Words of the Old Year | «Household Words», n. 41                                               | 4      | 1    | 1851 | | articolo           | |
| Railway Strikes | «Household Words», n. 42                                               | 11     | 1    | 1851 | | articolo           | |
| Plate Glass | «Household Words», n. 45                                               | 1      | 2    | 1851 | | articolo           | scritto con William Henry Wills |
| Red Tape | «Household Words», n. 47                                               | 15     | 2    | 1851 | | articolo           | |
| «Births. Mrs. Meek, of a Son» | «Household Words», n. 48                                               | 22     | 2    | 1851 | | articolo           | poi in Reprinted Pieces, VII |
| A Monument of French Folly | «Household Words», n. 50                                               | 8      | 3    | 1851 | | articolo           | poi in Reprinted Pieces, XXVI |
| My Mahogany Friend | «Household Words», n. 50                                               | 8      | 3    | 1851 | | articolo           | scritto con Mary Louisa Boyle (1810-1890) |
| Bill-Sticking | «Household Words», n. 52                                               | 22     | 3    | 1851 | | articolo           | poi in Reprinted Pieces, VI |
| Spitalfields | «Household Words», n. 54                                               | 5      | 4    | 1851 | | articolo           | scritto con William Henry Wills |
| Chips: Small Beginnings | «Household Words», n. 54                                               | 5      | 4    | 1851 | | schizzo            | scritto con William Henry Wills |
| Common-Sense on Wheels | «Household Words», n. 55                                               | 12     | 4    | 1851 | | articolo           | scritto con Eustace Clare Grenville Murray e William Henry Wills |
| The Metropolitan Protectives | «Household Words», n. 57                                               | 26     | 4    | 1851 | | articolo           | scritto con William Henry Wills |
| The Guild of Literature and Art | «Household Words», n. 59                                               | 10     | 5    | 1851 | | articolo           | |
| Cain in the Fields | «Household Words», n. 59                                               | 10     | 5    | 1851 | | articolo           | scritto con Richard Henry Horne (1802-1884) |
| The Finishing Schoolmaster | «Household Words», n. 60                                               | 17     | 5    | 1851 | | articolo           | |
| The Wind and the Rain | «Household Words», n. 62                                               | 31     | 5    | 1851 | | articolo           | scritto con Henry Morley |
| Epsom | «Household Words», n. 63                                               | 7      | 6    | 1851 | | articolo           | scritto con William Henry Wills |
| On Duty with Inspector Field | «Household Words», n. 64                                               | 14     | 6    | 1851 | | articolo           | poi in Reprinted Pieces, XVII |
| The Tresses of the Day Star | «Household Words», n. 65                                               | 21     | 6    | 1851 | | articolo           | scritto con Charles Knight (1791-1873) |
| A Few Conventionalities | «Household Words», n. 66                                               | 28     | 6    | 1851 | | articolo           | |
| The Great Exhibition and the Little One | «Household Words», n. 67                                               | 5      | 7    | 1851 | | articolo           | scritto con Richard H. Horne (1802-1884) |
| A Narrative of Extraordinary Suffering | «Household Words», n. 68                                               | 12     | 7    | 1851 | | articolo           | |
| Our Watering Place Our English Watering-Place | «Household Words», n. 71                                               | 2      | 8    | 1851 | | articolo           | poi in Reprinted Pieces, IV |
| Whole Hogs | «Household Words», n. 74                                               | 23     | 8    | 1851 | | articolo           | |
| A Flight | «Household Words», n. 75                                               | 30     | 8    | 1851 | | articolo           | poi in Reprinted Pieces, XIV |
| One Man in a Dockyard | «Household Words», n. 76                                               | 6      | 9    | 1851 | | articolo           | scritto con Richard H. Horne |
| Shakspeare and Newgate | «Household Words», n. 80                                               | 4      | 10   | 1851 | | articolo           | scritto con Richard H. Horne |
| Our School | «Household Words», n. 81                                               | 11     | 10   | 1851 | | articolo           | poi in Reprinted Pieces, XXIII |
| Sucking Pigs | «Household Words», n. 85                                               | 8      | 11   | 1851 | | articolo           | |
| A Free (and Easy) School | «Household Words», n. 86                                               | 15     | 11   | 1851 | | articolo           | scritto con Henry Morley |
| Chip: Homeopathy | «Household Words», n. 86                                               | 15     | 11   | 1851 | | schizzo            | |
| A Black Eagle in a Bad Way | «Household Words», n. 87                                               | 22     | 11   | 1851 | | articolo           | scritto con Henry Morley e Eustace Clare Grenville Murray |
| My Uncle | «Household Words», n. 89                                               | 6      | 12   | 1851 | | articolo           | scritto con William Henry Wills |
| Chips: A Free (and Easy) School | «Household Words», n. 89                                               | 6      | 12   | 1851 | | schizzo            | |
| What Christmas Is, as We Grow Older | «Household Words»                                                      | 25     | 12   | 1851 | | articolo           | n. speciale natalizio |
| A Curious Dance round a Curious Tree | «Household Words», n. 95                                               | 17     | 1    | 1852 | | articolo           | scritto con William Henry Wills |
| A Sleep to Startle Us | «Household Words», n. 103                                              | 13     | 3    | 1852 | | articolo           | |
| Chips: The Fine Arts in Australia | «Household Words», n. 103                                              | 13     | 3    | 1852 | | schizzo            | |
| Post-Office Money-Orders | «Household Words», n. 104                                              | 20     | 3    | 1852 | | articolo           | scritto con William Henry Wills |
| Drooping Buds | «Household Words», n. 106                                              | 3      | 4    | 1852 | | articolo           | scritto con Henry Morley |
| A Plated Article | «Household Words», n. 109                                              | 24     | 4    | 1852 | | articolo           | scritto con William Henry Wills, poi in Reprinted Pieces, XXI |
| First Fruits | «Household Words», n. 112                                              | 15     | 5    | 1852 | | articolo           | scritto con George Augustus Sala (1828-1895) |
| Betting-Shops | «Household Words», n. 118                                              | 26     | 6    | 1852 | | articolo           | |
| Our Honorable Friend | «Household Words», n. 123                                              | 31     | 7    | 1852 | | articolo           | poi in Reprinted Pieces, XXII |
| Our Vestry | «Household Words», n. 127                                              | 28     | 8    | 1852 | | articolo           | poi in Reprinted Pieces, XXIV |
| Boys to Mend | «Household Words», n. 129                                              | 11     | 9    | 1852 | | articolo           | scritto con Henry Morley |
| North American Slavery | «Household Words», n. 130                                              | 18     | 9    | 1852 | | articolo           | scritto con Henry Morley |
| Our Bore | «Household Words», n. 133                                              | 9      | 10   | 1852 | | articolo           | poi in Reprinted Pieces, XXV |
| Lying Awake | «Household Words», n. 136                                              | 30     | 10   | 1852 | | articolo           | poi in Reprinted Pieces, VIII |
| Discovery of a Treasure near Cheapside | «Household Words», n. 138                                              | 13     | 11   | 1852 | | articolo           | scritto con Henry Morley |
| Trading in Death | «Household Words», n. 140                                              | 27     | 11   | 1852 | | articolo           | |
| What Christmas is, as We Grow Older | «Household Words»                                                      | 25     | 12   | 1852 | Il Natale da adulti                                                                                        | racconto           | |
| The Child's Story | «Household Words»                                                      |        | 12   | 1852 | Storia di un bambino                                                                                       | racconto           | n. speciale natalizio |
| The Poor Relation's Story | «Household Words»                                                      |        | 12   | 1852 | Storia del parente sfortunato                                                                              | racconto           | n. speciale natalizio |
| To Be Read at Dusk | «The Heath's Keepsake»                                                 |        | 12   | 1852 | Da leggersi all'imbrunire                                                                                  | racconto           | |
| Where We Stopped Growing | «Household Words», n. 145                                              | 1      | 1    | 1853 | | articolo           | |
| Chip: The Ghost of the Cock Lane Ghost Wrong Again                                                                                               | «Household Words», n. 147                                              | 15     | 1    | 1853 | | schizzo            | |
| Down with the Tide | «Household Words», n. 150                                              | 5      | 1    | 1853 | | articolo           | poi in Reprinted Pieces, XVIII |
| Proposals for Amusing Posterity | «Household Words», n. 151                                              | 12     | 2    | 1853 | | articolo           | |
| Nobody's Story | «Household Words», n. 152                                              | 19     | 2    | 1853 | Storia di Nessuno                                                                                          | racconto           | |
| Received: A Blank Child | «Household Words», n. 156                                              | 19     | 3    | 1853 | | articolo           | scritto con William Henry Wills |
| H.W. | «Household Words», n. 160                                              | 16     | 4    | 1853 | | articolo           | scritto con Henry Morley |
| Home for Homeless Women | «Household Words», n. 161                                              | 23     | 4    | 1853 | | articolo           | |
| The Spirit Business | «Household Words», n. 163                                              | 7      | 5    | 1853 | | articolo           | |
| In and Out of Jail | «Household Words», n. 164                                              | 14     | 5    | 1853 | | articolo           | scritto con Henry Morley e William Henry Wills |
| Idiots | «Household Words», n. 167                                              | 4      | 6    | 1853 | | articolo           | scritto con William Henry Wills |
| The Noble Savage | «Household Words», n. 168                                              | 11     | 6    | 1853 | | articolo           | poi in Reprinted Pieces, XIII |
| A Haunted House | «Household Words», n. 174                                              | 23     | 7    | 1853 | | articolo           | |
| Gone Astray | «Household Words», n. 177                                              | 13     | 8    | 1853 | Perdersi a Londra                                                                                          | articolo           | |
| Bleak House | London: Bradbury and Evans                                             |        | 9    | 1853 | La casa trista Casa Desolata                                                                               | romanzo            | prefazione e 67 capitoli, in 19 parti (da marzo 1852 a settembre 1853)                                                                                              |
| Frauds on the Fairies | «Household Words», n. 184                                              | 1      | 10   | 1853 | | articolo           | |
| Things That Cannot Be Done | «Household Words», n. 185                                              | 8      | 10   | 1853 | | articolo           | |
| A Child's History of England | «Household Words» London: Bradbury and Evans                           | 10     | 12   | 1853 | | storia             | Storiografia per ragazzi, 37 capitoli in 39 parti (dal 25 gennaio 1851 al 10 dicembre 1853)                                                                         |
| England from the Ancient Times, to the Death of King John                                                                                        |                                                                        |        |      | 1852 | | libro              | (Child's History of England, I) |
| England from the Reign of Henry the Third, to the Reign of Richard the Third                                                                     |                                                                        |        |      | 1853 | | libro              | (Child's History of England, II) |
| England from the Reign of Henry the Seventh to the Revolution of 1688                                                                            |                                                                        |        |      | 1854 | | libro              | (Child's History of England, III) |
| The Long Voyage | «Household Words», n. 197                                              | 31     | 12   | 1853 | | racconto           | poi in Reprinted Pieces, I |
| On Her Majesty's Service | «Household Words», n. 198                                              | 7      | 1    | 1854 | | favola             | scritta con Eustace Clare Grenville Murray |
| Fire and Snow | «Household Words», n. 200                                              | 21     | 1    | 1854 | | articolo           | |
| Chip: Ready Wit | «Household Words», n. 202                                              | 4      | 2    | 1854 | | schizzo            | |
| On Strike | «Household Words», n. 203                                              | 11     | 2    | 1854 | | articolo           | |
| The Schoolboy's Story | «Household Words», n. 204                                              | 18     | 2    | 1854 | Storia di uno studente                                                                                     | racconto           | |
| The Late Mr. Justice Talfourd | «Household Words», n. 209                                              | 25     | 3    | 1854 | | articolo           | |
| Hard Times: For These Times | «Household Words», nn. 210-229 London: Bradbury and Evans              | 12     | 8    | 1854 | Tempi difficili                                                                                            | romanzo            | 37 capitoli in 20 parti (dal 1 aprile al 12 agosto 1854) |
| I. Sowing |                                                                        |        | 5    | 1854 | | libro              | (Hard Times, I, 16 capitoli) |
| II. Reaping |                                                                        |        | 7    | 1854 | | libro              | (Hard Times, II, 12 capitoli) |
| III. Garnering |                                                                        |        | 8    | 1854 | | libro              | (Hard Times, III, 9 capitoli) |
| Hidden Light | «Household Words», n. 231                                              | 26     | 8    | 1854 | | articolo           | scritto con Adelaide Anne Procter (1825-1864) |
| It Is Not Generally Known | «Household Words», n. 232                                              | 2      | 9    | 1854 | | articolo           | |
| Legal and Equitable Jokes | «Household Words», n. 235                                              | 23     | 9    | 1854 | | articolo           | |
| To Working Men | «Household Words», n. 237                                              | 7      | 10   | 1854 | | articolo           | |
| Our French Watering-Place | «Household Words», n. 241                                              | 4      | 11   | 1854 | | articolo           | poi in Reprinted Pieces, V |
| An Unsettled Neighbourhood | «Household Words», n. 242                                              | 11     | 11   | 1854 | | articolo           | |
| Reflections of a Lord Mayor | «Household Words», n. 243                                              | 18     | 11   | 1854 | | articolo           | |
| Mr. Bull's Somnambulist | «Household Words», n. 244                                              | 25     | 11   | 1854 | | schizzo            | |
| The Seven Poor Travellers | «Household Words»                                                      | 14     | 12   | 1854 | | racconto           | 3 capitoli, n. speciale natalizio |
| The Lost Arctic Voyagers | «Household Words», n. 245, n. 246 e n. 248                             | 23     | 12   | 1854 | | articolo           | in 3 parti (2, 9 e 23 dicembre 1854) |
| The Road | «Household Words»                                                      | 25     | 12   | 1854 | | racconto           | da The Seven Poor Travellers |
| Supposing | «Household Words», n. 4                                                | 20     | 4    | 1850 | | articolo           | (Supposing, I) |
| Supposing | «Household Words», n. 20                                               | 10     | 8    | 1850 | | articolo           | (Supposing, II) |
| Supposing | «Household Words», n. 63                                               | 7      | 6    | 1851 | | articolo           | (Supposing, III) |
| Supposing | «Household Words», n. 76                                               | 6      | 9    | 1851 | | articolo           | (Supposing, IV) |
| Supposing | «Household Words», n. 255                                              | 10     | 2    | 1855 | | articolo           | (Supposing, V) |
| Gaslight Fairies | «Household Words», n. 255                                              | 10     | 2    | 1855 | | racconto           | |
| Prince Bull: A Fairy Tale | «Household Words», n. 256                                              | 17     | 2    | 1855 | | favola             | poi in Reprinted Pieces, XX |
| Gone to the Dogs | «Household Words», n. 259                                              | 10     | 3    | 1855 | | articolo           | |
| Fast and Loose | «Household Words», n. 261                                              | 24     | 3    | 1855 | | articolo           | |
| The Thousand and One Humbugs | «Household Words», nn. 265-267                                         | 5      | 5    | 1855 | | racconto           | in 3 parti (21 e 28 aprile e 5 maggio 1855) |
| The Toady Tree: A Fairy Tale | «Household Words», n. 270                                              | 26     | 5    | 1855 | | favola             | |
| Cheap Patriotism | «Household Words», n. 272                                              | 9      | 6    | 1855 | | articolo           | |
| Smuggled Relations | «Household Words», n. 274                                              | 23     | 6    | 1855 | | articolo           | |
| The Great Baby: A Fairy Tale | «Household Words», n. 280                                              | 4      | 8    | 1855 | | favola             | |
| Our Commission | «Household Words», n. 281                                              | 11     | 8    | 1855 | | articolo           | |
| The Worthy Magistrate | «Household Words», n. 283                                              | 25     | 8    | 1855 | | articolo           | |
| Out of Town | «Household Words», n. 288                                              | 29     | 9    | 1855 | | articolo           | poi in Reprinted Pieces, X |
| A Slight Depreciation of the Currency | «Household Words», n. 293                                              | 3      | 11   | 1855 | | articolo           | |
| Our Almanac | «Household Words», n. 296                                              | 24     | 11   | 1855 | | articolo           | |
| That Other Public | «Household Words», n. 254                                              | 3      | 12   | 1855 | | articolo           | |
| The Holly-Tree Inn. Three Branches | «Household Words»                                                      | 15     | 12   | 1855 | | raccolta           | in 3 parti, in volume con scritti di Wilkie Collins, William Howitt (1792-1879), Harriet Parr e Adelaide Anne Procter                                               |
| Branch I. Myself | «Household Words»                                                      | 15     | 12   | 1855 | | racconto           | The Holly-Tree Inn, I |
| Branch II. The Boots | «Household Words»                                                      | 15     | 12   | 1855 | | racconto           | The Holly-Tree Inn, II |
| Branch III. The Bill | «Household Words»                                                      | 15     | 12   | 1855 | | racconto           | The Holly-Tree Inn, III |
| The Guest | «Household Words»                                                      | 25     | 12   | 1855 | | racconto           | n. speciale natalizio; poi in The Holly-Tree Inn and Other Reprinted Pieces, I                                                                                      |
| The Boots | «Household Words»                                                      | 25     | 12   | 1855 | | racconto           | n. speciale natalizio; poi in The Holly-Tree Inn and Other Reprinted Pieces, III                                                                                    |
| The Bill | «Household Words»                                                      | 25     | 12   | 1855 | | racconto           | n. speciale natalizio; poi in The Holly-Tree Inn and Other Reprinted Pieces, VII                                                                                    |
| Insularities | «Household Words», n. 304                                              | 19     | 1    | 1856 | | articolo           | |
| A Nightly Scene in London | «Household Words», n. 305                                              | 26     | 1    | 1856 | | articolo           | |
| The Friend of the Lions | «Household Words», n. 306                                              | 2      | 2    | 1856 | | articolo           | |
| Why? | «Household Words», n. 310                                              | 1      | 3    | 1856 | | articolo           | |
| Proposals for a National Jest-Book | «Household Words», n. 319                                              | 3      | 5    | 1856 | | articolo           | |
| Railway Dreaming | «Household Words», n. 320                                              | 10     | 5    | 1856 | | articolo           | |
| The Demeanour of Murderers | «Household Words», n. 325                                              | 14     | 6    | 1856 | | schizzo            | |
| Out of the Season | «Household Words», n. 327                                              | 28     | 6    | 1856 | | articolo           | poi in Reprinted Pieces, XI |
| Nobody, Somebody and Everybody | «Household Words», n. 336                                              | 30     | 8    | 1856 | | articolo           | |
| The Murdered Person | «Household Words», n. 342                                              | 11     | 10   | 1856 | | racconto           | |
| The Wreck [The Captain's Account] | «Household Words»                                                      | 25     | 12   | 1856 | | articolo           | n. speciale natalizio |
| The Wreck of the Golden Mary | «Household Words»                                                      |        | 12   | 1856 | | racconto           | in volumetto natalizio, scritti di Wilkie Collins, Adelaide Anne Procter, Harriet Parr (1828-1900), Percy Fitzgerald (1834-1925) e Reverend James White (1803-1862) |
| Murderous Extremes | «Household Words», n. 354                                              | 3      | 1    | 1857 | | articolo           | |
| The Frozen Deep: A Drama in Three Acts |                                                                        | 6      | 1    | 1857 | | commedia           | scritta con Wilkie Collins (1824-1889) |
| Stores for the First of April | «Household Words», n. 363                                              | 7      | 3    | 1857 | | articolo           | |
| Chips: The Samaritan Institution | «Household Words», n. 373                                              | 16     | 5    | 1857 | | schizzo            | |
| The Best Authority | «Household Words», n. 378                                              | 20     | 6    | 1857 | | articolo           | |
| Duelling in France | «Household Words», n. 379                                              | 27     | 6    | 1857 | | articolo           | scritto con Eliza Lynn Linton (1822-1898) |
| Little Dorrit | London: Bradbury and Evans                                             |        | 6    | 1857 | La piccola Dorrit                                                                                          | romanzo            | 70 capitoli in 19 parti (da dicembre 1855 a giugno 1857) |
| I. Poverty |                                                                        |        | 9    | 1856 | | libro              | (Little Dorrit, I, 36 capitoli) |
| II. Riches |                                                                        |        | 6    | 1857 | | libro              | (Little Dorrit, I, 34 capitoli) |
| Curious Misprint in the Edinburgh Review | «Household Words», n. 384                                              | 1      | 8    | 1857 | | articolo           | |
| The Lazy Tour of Two Idle Apprentices | «Household Words», nn. 393-397                                         | 31     | 10   | 1857 | | racconto           | in 5 parti (dal 3 al 31 ottobre 1857), scritto con Wilkie Collins                                                                                                   |
| The Perils of Certain English Prisoners | «Household Words»                                                      | 7      | 12   | 1857 | | racconto           | n. speciale natalizio, in 3 capitoli (cap. II scritto da Wilkie Collins)                                                                                            |
| I. The Island of Silver-Store |                                                                        | 7      | 12   | 1857 | | capitolo           | (The Perils of Certain English Prisoners, I) |
| III. The Rafts on the River |                                                                        | 7      | 12   | 1857 | | capitolo           | (The Perils of Certain English Prisoners, III) |
| A Ghost in the Bride's Chamber The Ghost Chamber                                                                                                 |                                                                        |        |      | 1857 | La camera fantasma                                                                                         | racconto           | parte di The Lazy Tour of Two Idle Apprentices |
| Well-Authenticated Rappings | «Household Words», n. 413                                              | 20     | 2    | 1858 | Occhio agli spiriti! Se ci sei batti un colpo                                                              | racconto           | |
| An Idea of Mine | «Household Words», n. 416                                              | 13     | 3    | 1858 | | articolo           | |
| Please to Leave Your Umbrella | «Household Words», n. 423                                              | 1      | 5    | 1858 | | articolo           | |
| Personal | «Household Words», n. 429                                              | 12     | 6    | 1858 | | articolo           | |
| The Detective Police |                                                                        |        |      | 1858 | | articolo           | poi in Reprinted Pieces, XV |
| A Clause for the New Reform Bill | «Household Words», n. 446                                              | 9      | 10   | 1858 | | articolo           | scritto con Wilkie Collins |
| Going into Society | «Household Words»                                                      | 7      | 12   | 1858 | | racconto           | n. speciale natalizio |
| Let at Last | «Household Words»                                                      | 7      | 12   | 1858 | | articolo           | n. speciale natalizio, scritto con Wilkie Collins |
| A House to Let | «Household Words»                                                      | 7      | 12   | 1858 | | articolo           | n. speciale natalizio, scritto con Wilkie Collins, Elizabeth Gaskell (1810-1865) e Adelaide Anne Procter                                                            |
| Doctor Dulcamara, M.P. | «Household Words», n. 456                                              | 18     | 12   | 1858 | | articolo           | scritto con Wilkie Collins |
| Boots at the Holly-tree Inn and Other Stories |                                                                        |        |      | 1858 | | raccolta           | 5 racconti |
| New Year's Day | «Household Words», n. 458                                              | 1      | 1    | 1859 | | articolo           | |
| Occasional Register | «All the Year Round», n. 1                                             | 30     | 4    | 1859 | | articolo           | scritto con Wilkie Collins |
| The Poor Man and His Beer | «All the Year Round», n. 1                                             | 30     | 4    | 1859 | | racconto           | |
| A Last Household Word | «Household Words», n. 479                                              | 28     | 5    | 1859 | | articolo           | |
| All the Year Round | «Household Words», n. 479                                              | 28     | 5    | 1859 | | articolo           | presentazione del settimanale |
| Five New Points of Criminal Law | «All the Year Round», n. 22                                            | 24     | 9    | 1859 | | articolo           | |
| Sidney Carton's Death |                                                                        |        |      |      | | racconto           | Conclusion of A Tale of Two Cities |
| A Tale of Two Cities: A Story of the French Revolution                                                                                           | «All the Year Round» London: Chapman and Hall                          | 26     | 11   | 1859 | Le due città Una storia tra due città 'Racconto di due città                                               | Romanzo storico    | 45 capitoli in 31 parti (dal 30 aprile al 26 novembre 1859) |
| I. Recalled to Life |                                                                        |        |      |      | | libro              | (Two Cities I, 6 capitoli) |
| II. The Golden Thread |                                                                        |        |      |      | | libro              | (Two Cities II, 24 capitoli) |
| III. The Track of a Storm |                                                                        |        |      |      | | libro              | (Two Cities III, 15 capitoli) |
| The Haunted House | London: Chapman and Hall                                               | 13     | 12   | 1859 | La casa dei fantasmi                                                                                       | raccolta           | 3 su 8 racconti di autori vari |
| The Mortals in the House | «All the Year Round»                                                   | 13     | 12   | 1859 | | racconto           | n. speciale natalizio (The Haunted House, I) |
| The Ghost in the Corner Room |                                                                        | 13     | 12   | 1859 | | racconto           | n. speciale natalizio (The Haunted House, VI) |
| The Ghost in Master B.'s Room |                                                                        | 13     | 12   | 1859 | Il fantasma nella camera del signorino B.                                                                  | racconto           | n. speciale natalizio (The Haunted House, VIII) |
| A Message from the Sea | London: Chapman and Hall                                               | 13     | 12   | 1859 | | racconto           | 3 capitoli su 5, in volumetto natalizio con Wilkie Collins, Henry F. Chorley (1808-1872), Charles Allston Collins, Amelia Edwards (1831-1892) e Harriet Parr        |
| Leigh Hunt, a Remonstrance | «All the Year Round», n. 35                                            | 24     | 12   | 1859 | | articolo           | |
| The Tattlesnivel Bleater | «All the Year Round», n. 36                                            | 31     | 12   | 1859 | | racconto           | |
| Without a Name | «All the Year Round», n. 39                                            | 21     | 1    | 1860 | | articolo           | scritto con un anonimo |
| A Note | «All the Year Round», n. 44                                            | 25     | 2    | 1860 | | articolo           | |
| Hunted Down | «New York Ledger» «All the Year Round», nn. 67-68                      | 11     | 2    | 1860 | Spalle al muro                                                                                             | racconto           | 5 capitoli, in 2 parti (4 e 11 agosto 1860) |
| Mr. Testator's Visitation |                                                                        | 18     | 8    | 1860 | Mr Testator e l'apparizione                                                                                | racconto           | |
| The Village | «All the Year Round»                                                   | 25     | 12   | 1860 | | articolo           | n. speciale natalizio |
| The Money | «All the Year Round»                                                   | 25     | 12   | 1860 | | articolo           | n. speciale natalizio, scritto con Wilkie Collins |
| The Club-Night | «All the Year Round»                                                   | 25     | 12   | 1860 | | articolo           | n. speciale natalizio, scritto con Charles Allston Collins (1828-1873)                                                                                              |
| The Restitution | «All the Year Round»                                                   | 25     | 12   | 1860 | | racconto           | n. speciale natalizio, scritto con Wilkie Collins |
| Great Expectations | «All the Year Round» London: Chapman and Hall                          | 3      | 8    | 1861 | Il forzato Pip Grandi speranze                                                                             | romanzo            | 59 capitoli in 35 parti (dal 1 dicembre 1860 al 3 agosto 1861) |
| The New Romance by Sir Edward Bulwer-Lytton | «All the Year Round», n. 120                                           | 10     | 8    | 1861 | | articolo           | scritto con William Henry Wills |
| Tom Tiddler's Ground | London: Chapman and Hall                                               | 12     | 12   | 1861 | | racconto           | 7 capitoli, in volumetto natalizio con Wilkie Collins, John Berwick Harwood (1828–1899), Charles Allston Collins e Amelia Edwards                                   |
| I. Picking Up Soot and Cinders | «All the Year Round»                                                   | 25     | 12   | 1861 | | schizzo            | in Tom Tiddler's Ground |
| VI. Picking Up Miss Kimmeens | «All the Year Round»                                                   | 25     | 12   | 1861 | | schizzo            | in Tom Tiddler's Ground |
| VII. Picking Up The Tinker | «All the Year Round»                                                   | 25     | 12   | 1861 | | schizzo            | in Tom Tiddler's Ground |
| Four Ghost Stories | «All the Year Round»                                                   |        |      | 1861 | Quattro storie di fantasmi                                                                                 | racconto           | in 4 parti |
| The Portrait-Painter's Story | «All the Year Round»                                                   |        |      | 1861 | | racconto           | |
| Reprinted Pieces | London: Chapman and Hall                                               |        |      | 1861 | | raccolta           | 26 tra racconti, favole e articoli |
| The Young Man from the Country | «All the Year Round», n. 149                                           | 1      | 3    | 1862 | | articolo           | |
| An Enlightened Clergymen | «All the Year Round», n. 150                                           | 8      | 3    | 1862 | | articolo           | |
| His Leaving It Till Called For | «All the Year Round»                                                   | 4      | 12   | 1862 | | schizzo            | n. speciale natalizio |
| His Boots | «All the Year Round»                                                   | 4      | 12   | 1862 | | schizzo            | n. speciale natalizio |
| His Brown-Paper Parcel | «All the Year Round»                                                   | 4      | 12   | 1862 | | schizzo            | n. speciale natalizio |
| His Wonderful End | «All the Year Round»                                                   | 4      | 12   | 1862 | | schizzo            | n. speciale natalizio |
| Somebody's Luggage | London: Chapman and Hall                                               |        | 12   | 1862 | | racconto           | in 4 capitoli, volumetto natalizio |
| Rather a Strong Dose | «All the Year Round», n. 204                                           | 21     | 3    | 1863 | | articolo           | |
| Working Men's Clubs | «All the Year Round», n. 205                                           | 26     | 3    | 1863 | | articolo           | scritto con Edmund Ollier (1827-1886) |
| The Martyr Medium | «All the Year Round», n. 206                                           | 4      | 4    | 1863 | | articolo           | |
| Temperate Temperance | «All the Year Round», n. 208                                           | 18     | 4    | 1863 | | articolo           | |
| The Uncommercial Traveller | «All the Year Round»                                                   | 24     | 10   | 1863 | | memorie di viaggio | 30 capitoli (dal 28 gennaio 1860 al 24 ottobre 1863) |
| His General Line of Business | «All the Year Round»                                                   | 28     | 1    | 1860 | | articolo           | The Uncommercial Traveller, I |
| The Shipwreck | «All the Year Round»                                                   |        |      |      | | capitolo           | The Uncommercial Traveller, II |
| Wapping Workhouse | «All the Year Round»                                                   | 18     | 2    | 1860 | | capitolo           | The Uncommercial Traveller, III |
| Two Views of a Cheap Theatre | «All the Year Round»                                                   | 25     | 2    | 1860 | | capitolo           | The Uncommercial Traveller, IV |
| Poor Mercantile Jack | «All the Year Round»                                                   | 10     | 3    | 1860 | | capitolo           | The Uncommercial Traveller, V |
| Refreshments for Travellers | «All the Year Round»                                                   | 24     | 3    | 1860 | | capitolo           | The Uncommercial Traveller, VI |
| Travelling Abroad | «All the Year Round»                                                   | 7      | 4    | 1860 | | capitolo           | The Uncommercial Traveller, VII |
| The Great Tasmania's Cargo | «All the Year Round»                                                   | 21     | 4    | 1860 | | capitolo           | The Uncommercial Traveller, VIII |
| City of London Churches | «All the Year Round»                                                   | 5      | 5    | 1860 | | capitolo           | The Uncommercial Traveller, IX |
| Shy Neighbourhoods | «All the Year Round»                                                   | 26     | 5    | 1860 | | capitolo           | The Uncommercial Traveller, X |
| Tramps | «All the Year Round»                                                   | 16     | 6    | 1860 | | capitolo           | The Uncommercial Traveller, XI |
| Dullborough Town | «All the Year Round»                                                   | 30     | 6    | 1860 | | capitolo           | The Uncommercial Traveller, XII |
| Night Walks | «All the Year Round»                                                   | 21     | 7    | 1860 | Perdersi a Londra                                                                                          | capitolo           | The Uncommercial Traveller, XIII |
| Chambers | «All the Year Round»                                                   | 18     | 8    | 1860 | | capitolo           | The Uncommercial Traveller, XIV |
| Nurse's Stories | «All the Year Round»                                                   | 8      | 9    | 1860 | | capitolo           | The Uncommercial Traveller, XV |
| Arcadian London | «All the Year Round»                                                   | 29     | 9    | 1860 | | capitolo           | The Uncommercial Traveller, XVI |
| The Italian Prisoner | «All the Year Round»                                                   | 13     | 10   | 1860 | | capitolo           | The Uncommercial Traveller, XVII |
| The Calais Night Mail | «All the Year Round»                                                   | 2      | 5    | 1863 | | capitolo           | The Uncommercial Traveller, XVIII |
| Some Recollections of Mortality | «All the Year Round»                                                   | 16     | 5    | 1863 | | capitolo           | The Uncommercial Traveller, XIX |
| Birthday Celebrations | «All the Year Round»                                                   | 6      | 6    | 1863 | | capitolo           | The Uncommercial Traveller, XX |
| The Short-timers | «All the Year Round»                                                   | 20     | 6    | 1863 | | capitolo           | The Uncommercial Traveller, XXI |
| Bound for the Great Salt Lake | «All the Year Round»                                                   | 4      | 7    | 1863 | | capitolo           | The Uncommercial Traveller, XXII |
| The City of the Absent | «All the Year Round»                                                   | 18     | 7    | 1863 | | capitolo           | The Uncommercial Traveller, XXIII |
| An Old Stage-coaching House | «All the Year Round»                                                   | 1      | 8    | 1863 | | capitolo           | The Uncommercial Traveller, XXIV |
| The Boiled Beef of New England | «All the Year Round»                                                   | 15     | 8    | 1853 | | capitolo           | The Uncommercial Traveller, XXV |
| Chatham Dockyard | «All the Year Round»                                                   | 29     | 8    | 1863 | | capitolo           | The Uncommercial Traveller, XXVI |
| In the French-Flemish Country | «All the Year Round»                                                   | 12     | 9    | 1863 | | capitolo           | The Uncommercial Traveller, XXVII |
| Medicine Men of Civilisation | «All the Year Round»                                                   | 26     | 9    | 1863 | | capitolo           | The Uncommercial Traveller, XXVIII |
| Titbull's Alms-houses | «All the Year Round»                                                   | 24     | 10   | 1863 | | capitolo           | The Uncommercial Traveller, XXIX |
| The Ruffian | «All the Year Round»                                                   | 10     | 10   | 1868 | | capitolo           | The Uncommercial Traveller, XXX |
| How Mrs. Lirriper Carried on the Business | «All the Year Round»                                                   | 25     | 12   | 1863 | | racconto           | n. speciale natalizio |
| How the Parlours Added a Few Words | «All the Year Round»                                                   | 25     | 12   | 1863 | | racconto           | n. speciale natalizio |
| Mrs. Lirriper's Lodgings | «All the Year Round»                                                   |        | 12   | 1863 | | racconto           | |
| Mrs. Lirriper's Legacy | «All the Year Round»                                                   |        | 12   | 1864 | | racconto           | 2 capitoli |
| Mrs. Lirriper Relates How She Went On, And Went Over                                                                                             | «All the Year Round»                                                   | 1      | 12   | 1864 | | racconto           | n. speciale natalizio |
| Mrs. Lirriper Relates How Jemmy Topped Up | «All the Year Round»                                                   | 1      | 12   | 1864 | | racconto           | n. speciale natalizio |
| A Happy Return of the Day |                                                                        |        |      |      | | racconto           | dal cap. IV (book III) di Our Mutual Friend |
| Our Mutual Friend | London: Chapman and Hall                                               |        | 11   | 1865 | L'amico comune Il nostro comune amico                                                                      | romanzo            | 67 capitoli in 19 parti (da maggio 1864 a novembre 1865) |
| I. The Cup and the Lip |                                                                        |        |      |      | La coppa e le labbra                                                                                       | libro              | Our Mutual Friend, I, 17 capitoli |
| II. Birds of a Feather |                                                                        |        |      |      | Dio li fa e poi li accoppia                                                                                | libro              | Our Mutual Friend, II, 16 capitoli |
| III. A Long Lane |                                                                        |        |      |      | Un lungo cammino                                                                                           | libro              | Our Mutual Friend, III, 17 capitoli |
| IV. A Turning |                                                                        |        |      |      | Una svolta                                                                                                 | libro              | Our Mutual Friend, IV, 17 capitoli |
| Postscript, in lieu of Preface |                                                                        |        |      |      | | postfazione        | Our Mutual Friend |
| The Trial for Murder (To Be Taken with a Grain of Salt)                                                                                          | «All the Year Round»                                                   | 7      | 12   | 1865 | Processo per omicidio Il tredicesimo giurato                                                               | racconto           | n. speciale natalizio scritto con Charles Allston Collins |
| To Be Taken Immediately | «All the Year Round»                                                   | 7      | 12   | 1865 | | racconto           | n. speciale natalizio |
| To Be Taken for Life | «All the Year Round»                                                   | 7      | 12   | 1865 | | racconto           | n. speciale natalizio |
| Doctor Marigold's Prescriptions | «All the Year Round»                                                   |        | 12   | 1865 | | racconto           | n. speciale natalizio |
| A Neat Sample of Translation | «All the Year Round», n. 353                                           | 27     | 1    | 1866 | | articolo           | |
| Our Suburban Residence: Private Character | «All the Year Round», n. 369                                           | 19     | 5    | 1866 | | articolo           | scritto con Malcolm Ronald Laing Meason (1820-1889) |
| Mugby Junction | «All the Year Round»                                                   | 25     | 12   | 1866 | Mugby Junction                                                                                             | raccolta           | n. speciale natalizio, 4 su 8 racconti di autori diversi |
| Barbox Brothers |                                                                        | 25     | 12   | 1866 | | racconto           | Mugby Junction, I |
| Barbox Brothers & Co. |                                                                        | 25     | 12   | 1866 | | racconto           | Mugby Junction, II |
| Main Line: The Boy at Mugby |                                                                        | 25     | 12   | 1866 | | racconto           | Mugby Junction, III |
| No. 1 Branch Line: The Signalman |                                                                        | 25     | 12   | 1866 | Il segnalatore                                                                                             | racconto           | Mugby Junction, IV |
| The Late Mr. Stanfield | «All the Year Round», n. 423                                           | 1      | 6    | 1867 | | articolo           | |
| No Thoroughfare: A Drama in Five Acts | «All the Year Round»                                                   | 25     | 12   | 1867 | | commedia           | n. speciale natalizio, scritta con Wilkie Collins |
| A Holiday Romance | «All the Year Round», n. 457, n. 459, n. 464 e n. 467                  | 4      | 4    | 1868 | | raccolta           | favole in 4 parti (dal 25 gennaio al 4 aprile 1868) |
| Introductory Romance from the Pen of Wilim Tinkling, Esq., Aged 8                                                                                |                                                                        |        |      | 1868 | | favola             | (Holiday Romance, I.1) |
| The Trial of William Tinkling Written by Himself at the Age of 8 Years                                                                           |                                                                        |        |      | 1867 | | favola             | (Holiday Romance, I.2) |
| The Magic Fishbone: A Holiday Romance from the Pen of Miss Alice Rainbird, Aged 7                                                                |                                                                        |        |      | 1868 | | favola             | (Holiday Romance, II) |
| Captain Boldheart and the Latin-Grammar Master: A Holiday Romance from the Pen of Lieut-Col. Robin Redforth, aged 9                              |                                                                        |        |      | 1867 | | favola             | (Holiday Romance, III) |
| Romance from the Pen of Miss Nettie Ashford (Aged Half-past 6)                                                                                   |                                                                        |        |      | 1868 | | favola             | (Holiday Romance, IV) |
| George Silverman's Explanation | «All the Year Round», n. 458, n. 460 e n. 462                          | 29     | 2    | 1868 | | articolo           | 9 capitoli, in 3 parti (1, 15 e 29 febbraio 1868) |
| A Debt of Honour | «All the Year Round», n. 476                                           | 6      | 6    | 1868 | | articolo           | |
| New Series of «All the Year Round» | «All the Year Round», nn. 491-492 e n. 501                             | 26     | 11   | 1868 | | articolo           | in 3 parti (19 e 26 settembre e 28 novembre 1868) |
| To the Public | «All the Year Round», n.s., n. 1                                       | 30     | 12   | 1868 | | articolo           | |
| A Slight Question of Fact | «All the Year Round», n.s., n. 11                                      | 13     | 2    | 1869 | | articolo           | |
| Robert Keeley | «All the Year Round», n.s., n. 19                                      | 10     | 4    | 1869 | | articolo           | scritto con Herman Merivale (1806-1874) |
| Landor's Life | «All the Year Round», n.s., n. 34                                      | 24     | 7    | 1869 | | articolo           | |
| New Uncommercial Samples | «All the Year Round»                                                   | 5      | 6    | 1869 | | memorie di viaggio | 7 articoli (dal 5 dicembre 1868 al 5 giugno 1869, ripresa di The Uncommercial Traveller)                                                                            |
| Aboard Ship | «All the Year Round»                                                   | 5      | 12   | 1868 | | capitolo           | The Uncommercial Traveller, XXXI |
| A Small Star in the East | «All the Year Round»                                                   | 19     | 12   | 1868 | | capitolo           | The Uncommercial Traveller, XXXII |
| A Small Dinner in an Hour | «All the Year Round»                                                   | 2      | 1    | 1869 | | capitolo           | The Uncommercial Traveller, XXXIII |
| Mr. Barlow | «All the Year Round»                                                   | 16     | 1    | 1869 | | capitolo           | The Uncommercial Traveller, XXXIV |
| On an Amateur Beat | «All the Year Round»                                                   | 27     | 2    | 1869 | | capitolo           | The Uncommercial Traveller, XXXV |
| A Fly-leaf in a Life | «All the Year Round»                                                   | 22     | 5    | 1869 | | capitolo           | The Uncommercial Traveller, XXXVI |
| A Plea for Total Abstinence | «All the Year Round»                                                   | 5      | 6    | 1869 | | capitolo           | The Uncommercial Traveller, XXXVII |
| The Mystery of Edwin Drood |                                                                        |        | 9    | 1870 | Il mistero di Edwin Drood                                                                                  | romanzo            | incompiuto, 23 capitoli (da aprile a settembre 1870) |
| Speeches: Literary and Social |                                                                        |        |      | 1879 | | raccolta           | 56 discorsi (dal 25 giugno 1841 al 2 maggio 1870) |
| The Complete Poems of Charles Dickens | New York: White, Stokes, and Allen                                     |        |      | 1885 | | raccolta           | poesie |
| The Ivy Green |                                                                        |        |      | 1836 | | poesia             | dal cap. VI di The Pickwick Papers |
| A Christmas Carol |                                                                        |        |      | 1836 | | poesia             | dal cap. XXVIII di The Pickwick Papers |
| Gabriel Grub's Song |                                                                        |        |      | 1836 | | poesia             | dal cap. XXIX di The Pickwick Papers |
| The Blacksmith | «All the Year Round»                                                   | 30     | 4    | 1859 | | poesia             | |
| A Word in Season | «The Keepsake» Annual                                                  |        |      | 1844 | | poesia             | a cura di Lady Blessington |
| Child's Hymn | «Household Words»                                                      |        |      | 1856 | | poesia             | da The Wreck of the Golden Mary |
| The Hymn of the Wiltshire Labourers | «The Daily News»                                                       | 14     | 2    | 1846 | | poesia             | |
| The Song of the Wreck |                                                                        |        |      | 1855 | | poesia             | in Wilkie Collins, The Lighthouse: A Drama in Two Acts |
| Prologue to The Lighthouse |                                                                        |        |      |      | | poesia             | |
| Prologue to The Frozen Deep |                                                                        |        |      |      | | poesia             | |
| Prologue to The Patrician's Daughter | «The Sunday Times»                                                     | 11     | 12   | 1842 | | poesia             | |
| Duet [Tom and Betsy] |                                                                        |        |      | 1838 | | poesia             | da The Lamplighter |
| Round |                                                                        |        | 10   | 1836 | | poesia             | da The Village Coquettes |
| Song [«Love is not a feeling to pass away»] |                                                                        |        | 10   | 1836 | | poesia             | da The Village Coquettes |
| Song [«That very wise head»] |                                                                        |        | 10   | 1836 | | poesia             | da The Village Coquettes |
| Song [«Autumn leaves»] |                                                                        |        | 10   | 1836 | | poesia             | da The Village Coquettes |
| Song [«Some folks who have grown old and sour»]                                                                                                  |                                                                        |        | 10   | 1836 | | poesia             | da The Village Coquettes |
| Duet [Flam and Rose] |                                                                        |        | 10   | 1836 | | poesia             | da The Village Coquettes |
| Song [«The child and the old man sat alone»] |                                                                        |        | 10   | 1836 | | poesia             | da The Village Coquettes |
| Duet [Squire and Lucy] |                                                                        |        | 10   | 1836 | | poesia             | da The Village Coquettes |
| Sestette and Chorus |                                                                        |        | 10   | 1836 | | poesia             | da The Village Coquettes |
| Quartette |                                                                        |        | 10   | 1836 | | poesia             | da The Village Coquettes |
| Song [«There's a charm in Spring»] |                                                                        |        | 10   | 1836 | | poesia             | da The Village Coquettes |
| Song [«My fair home is no longer mine»] |                                                                        |        | 10   | 1836 | | poesia             | da The Village Coquettes |
| Duet [Squire and Edmunds] |                                                                        |        | 10   | 1836 | | poesia             | da The Village Coquettes |
| Song [«How beautiful at even-tide»] |                                                                        |        | 10   | 1836 | | poesia             | da The Village Coquettes |
| Dance and Finale |                                                                        |        | 10   | 1836 | | poesia             | da The Village Coquettes |
| Quintet |                                                                        |        | 10   | 1836 | | poesia             | da The Village Coquettes |
| Romance [Sam Weller's Song] |                                                                        |        |      | 1837 | | poesia             | da The Pickwick Papers |
| The Loving Ballad of Lord Bateman |                                                                        |        |      |      | | poesia             | Political Verses |
| The British Lion | «The Daily News»                                                       |        |      | 1846 | | poesia             | Political Verses |
| The Fine Old English Gentleman | «The Examiner»                                                         |        | 8    | 1841 | | poesia             | Political Verses |
| The Quack Doctor's Proclamation | «The Examiner»                                                         |        | 8    | 1841 | | poesia             | Political Verses |
| Subjects for Painters | «The Examiner»                                                         |        | 8    | 1841 | | poesia             | Political Verses |
| New Song |                                                                        |        |      | 1849 | | poesia             | Lines addressed to Mark Lemon |
| Speeches, Letters and Sayings | New York: Harper                                                       |        |      | 1870 | | raccolta           | |
| Letters of Charles Dickens to Wilkie Collins (1851-1870)                                                                                         | New York: Harper                                                       |        |      | 1892 | | lettere            | a cura di Miss Georgina Hogarth e Laurence Hutton |
| Miscellaneous Papers |                                                                        |        |      | 1908 | | raccolta           | n. ed. 1912, 11 scritti vari |
| The Agricultural Interest | «Morning Chronicle»                                                    | 9      | 3    | 1844 | | articolo           | Miscellaneous Papers, I |
| Threatening Letter to Thomas Hood from an Ancient Gentleman                                                                                      | «Hood's Magazine and Comic Miscellany»                                 | 23     | 4    | 1844 | | articolo           | Miscellaneous Papers, II |
| Crime and Education | «Daily News»                                                           | 4      | 2    | 1846 | | articolo           | Miscellaneous Papers, III |
| Capital Punishment | «Daily News»                                                           | 16     | 3    | 1846 | |                    | 3 capitoli (9, 13 e 16 marzo 1846), Miscellaneous Papers, IV |
| The Spirit of Chivalry in Westminster Hall | «Douglas Jerrold's Shilling Magazine»                                  |        | 8    | 1845 | |                    | Miscellaneous Papers, V |
| In Memoriam of W.M. Thackeray | «Cornhill Magazine»                                                    |        | 2    | 1864 | |                    | Miscellaneous Papers, VI |
| Adelaide Anne Procter: Introduction to Her Legends and Lyrics                                                                                    |                                                                        |        |      | 1866 | | prefazione         | Miscellaneous Papers, VII |
| A Betrothal |                                                                        |        |      |      | |                    | Miscellaneous Papers, VIII |
| A Marriage |                                                                        |        |      |      | |                    | Miscellaneous Papers, IX |
| Chauncey Hare Townshend Explanatory Introduction to Religious Opinions by the Late Reverend Chauncey Hare Townshend                              |                                                                        |        |      | 1869 | | prefazione         | Miscellaneous Papers, X |
| On Mr. Fechter's Acting | «Atlantic Monthly», a. XCVIII, n. 16                                   |        | 8    | 1969 | | articolo           | Miscellaneous Papers, XI |
| Christmas Ghosts |                                                                        |        |      |      | | racconto           | |
| The Holly-Tree Inn and Other Reprinted Pieces |                                                                        |        |      | 1900 | | raccolta           | 9 racconti |
| The Poems and Verses of Charles Dickens | London: Chapman and Hall                                               |        |      | 1903 | | raccolta           | poesie |
| The Works of Charles Dickens | London: Chapman and Hall                                               |        |      | 1899 | | raccolta           | 40 volumi (1897-99), a cura di Andrew Lang e John Foster |
| The Complete Works of Charles Dickens | New York: Harper                                                       |        |      | 1902 | | raccolta           | 30 volumi |
| The Centenary Edition of the Works of Charles Dickens                                                                                            | London: Chapman & Hall New York: Scribner's                            |        |      | 1911 | | raccolta           | 36 volumi |
| Some Christmas Stories |                                                                        |        |      | 1911 | | raccolta           | 6 racconti |
| Uncollected Writings from Household Words 1850-1859                                                                                              | Bloomington: Indiana U.P.                                              |        |      | 1968 | | raccolta           | a cura di Harry Stone |
| The Letters of Charles Dickens | Oxford: Clarendon Press                                                |        |      |      | lettere |                    | British Academy Pilgrim Edition |
| 1820-1839 |                                                                        |        |      | 1965 | | lettere            | Letters, I (n. ed. 1982) |
| 1840-1841 |                                                                        |        |      | 1969 | | lettere            | Letters, II |
| 1842-1843 |                                                                        |        |      | 1974 | | lettere            | Letters, III |
| 1844-1846 |                                                                        |        |      | 1977 | | lettere            | Letters, IV |
| 1847-1849 |                                                                        |        |      | 1981 | | lettere            | Letters, V |
| 1850-1852 |                                                                        |        |      | 1988 | | lettere            | Letters, VI |
| 1853-1855 |                                                                        |        |      | 1993 | | lettere            | Letters, VII |
| 1856-1858 |                                                                        |        |      | 1995 | | lettere            | Letters, VIII |
| 1859-1861 |                                                                        |        |      | 1997 | | lettere            | Letters, IX |
| 1862-1864 |                                                                        |        |      | 1998 | | lettere            | Letters, X |
| 1865-1867 |                                                                        |        |      | 1999 | | lettere            | Letters, XI |
| 1868-1870 |                                                                        |        |      | 2002 | | lettere            | Letters, XII |
| The Public Readings | Oxford: Clarendon Press                                                |        |      | 1975 | | discorsi           | a cura di Philip Collins |
| The Selected Letters of Charles Dickens | Oxford: Oxford U.P.                                                    |        |      | 2012 | | lettere            | a cura di Jenny Hartley |